# 利芒杜斯
利芒杜斯（法語：Limendous，法語發音：[limɛ̃dus]）是法国大西洋比利牛斯省的一个市镇，属于波城区。

## 地理
利芒杜斯（43°16'35"N, 0°10'53"W）面积7.48 平方千米，位于法国新阿基坦大区大西洋比利牛斯省，该省份为法国东南部省份，涵盖了贝阿恩与北巴斯克，西临大西洋比斯開灣，北至朗德省，东北接热尔省，东临上比利牛斯省，南与西班牙接壤。
与利芒杜斯接壤的市镇（或旧市镇、城区）包括：昂端、埃斯佩谢德、埃斯波埃、卢朗蒂斯、努斯蒂、苏穆卢、阿尔蒂格卢唐。
利芒杜斯的时区为UTC+01:00、UTC+02:00（夏令时）。

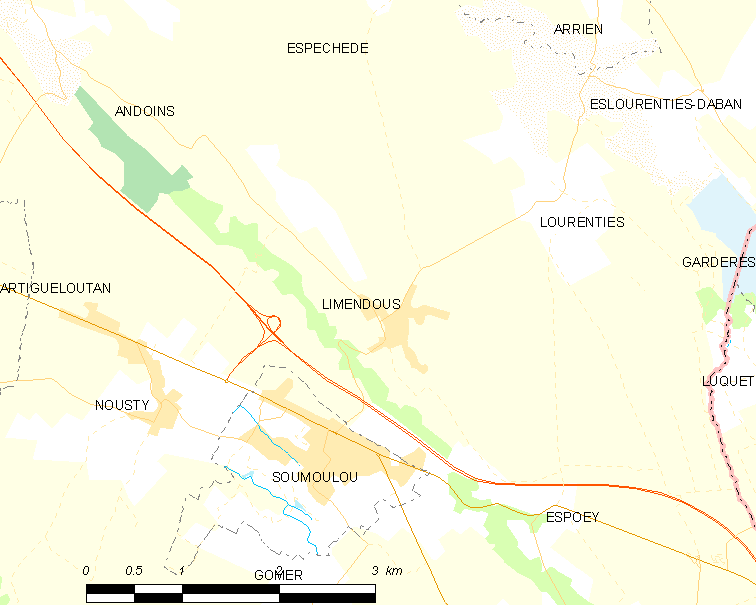
利芒杜斯的OSM定位图

## 行政
利芒杜斯的邮政编码为64420，INSEE市镇编码为64343。

## 政治
利芒杜斯所属的省级选区为乌斯河与拉关河河谷县。

## 人口

1962-2008年间利芒杜斯人口变化图示

利芒杜斯于2022年1月1日时的人口数量为706人。